# Бергенфилд (Њу Џерзи)
Бергенфилд (енгл. Bergenfield) град је у америчкој савезној држави Њу Џерзи.

## Демографија
По попису из 2010. године број становника је 26.764, што је 517 (2,0%) становника више него 2000. године.
| Група             | 2000.          | 2010.          |
| Белци             | 14.165 (54,0%) | 10.546 (39,4%) |
| Афроамериканци    | 1.812 (6,9%)   | 2.060 (7,7%)   |
| Азијати           | 5.357 (20,4%)  | 6.851 (25,6%)  |
| Хиспаноамериканци | 4.474 (17,0%)  | 7.097 (26,5%)  |
| Укупно            | 26.247         | 26.764         |